# Sururao
Sururao es una localidad peruana ubicada en el distrito de Manás, perteneciente a la provincia de Cajatambo del departamento de Lima, al centro oeste del Perú. 

## Ubicación
Sururao se ubica al suroeste de la provincia de Cajatambo, en el distrito de Manás, en el departamento de Lima.

## Demografía
En 2017 Sururao tenía una población de 1 habitante y 1 vivienda.
| Gráfica de evolución demográfica de Sururao entre 1993 y 2017 |
|                                                               |
| Fuentes: Población 1993 (Sururbado) y 2017                    |